# Miloslav Šašek
Miloslav Šašek (25. března 1933 Malesice – 26. dubna 2014) byl český hokejový útočník.

## Hokejová kariéra
Reprezentoval Československo na mistrovství světa 1957 a 1958. V reprezentačním dresu odehrál celkem 16 utkání a vstřelil 3 góly. V lize hrál za ATK Praha a Spartak Plzeň.  Nastoupil za 14 ligových sezón ve 330 utkáních a dal 142 gólů.